# Kenta Matsunami
Kenta Matsunami (松浪 健太, Matsunami Kenta, né le 17 août 1971) est un homme politique du Parti japonais de l'innovation, membre de la Chambre des représentants à la Diète. 

## Biographie
Né à Izumisano dans la préfecture d'Osaka. il est diplômé de l'université Waseda. Il commence a travailler pour le journal Sankei shinbun en 1997. Il est élu pour la première fois en 2002 comme représentant du Parti libéral-démocrate. Après avoir perdu son siège en 2003, il est réélu en 2005.
Depuis 2019, il est membre du parlement régional de la préfecture d'Osaka.